# Shota Saito (1996)
Shota Saito (斎藤 翔太 Saito Shota?, nacido el 7 de diciembre de 1996 en Saitama) es un futbolista japonés que se desempeña como centrocampista.

## Trayectoria

### Clubes
| Club             | País  | Año         |
| ---------------- | ----- | ----------- |
| Urawa Reds       | Japón | 2015        |
| J. League sub-22 | Japón | 2015        |
| Mito HollyHock   | Japón | 2016 - 2017 |

## Estadística de carrera

### J. League
| Club             | Año   | J. League | J. League | Copa J. League | Copa J. League | Total | Total |
| Club             | Año   | Part.     | Goles     | Part.          | Goles          | Part. | Goles |
| ---------------- | ----- | --------- | --------- | -------------- | -------------- | ----- | ----- |
| Urawa Reds       | 2015  | 0         | 0         | 0              | 0              | 0     | 0     |
| J. League sub-22 | 2015  | 8         | 0         | -              | -              | 8     | 0     |
| Mito HollyHock   | 2016  | 0         | 0         | -              | -              | 0     | 0     |
| Mito HollyHock   | 2017  | 0         | 0         | -              | -              | 0     | 0     |
| Total            | Total | 8         | 0         | 0              | 0              | 8     | 0     |